# Gabriel Richard (Politiker)

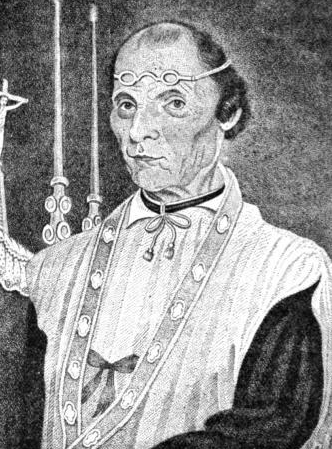
Gabriel Richard

Gabriel Richard (*  15. Oktober 1767 in Saintes, Frankreich; † 13. September 1832 in Detroit, Michigan-Territorium) war ein US-amerikanischer Politiker. Zwischen 1823 und 1825 vertrat er das Michigan-Territorium als Delegierter im US-Repräsentantenhaus.

## Werdegang
Der im heutigen Département Charente-Maritime geborene Gabriel Richard wuchs in Frankreich während der Zeit des Ancien Régime auf. Im Jahr 1784 begann er in Angers katholische Theologie zu studieren; am 17. Oktober 1790 wurde er zum Geistlichen ordiniert. Im Jahr 1792 verließ er das revolutionäre Frankreich in Richtung der Vereinigten Staaten. Dort ließ er sich zunächst in Baltimore (Maryland) nieder, wo er am St. Mary’s College als Mathematiklehrer arbeitete. Bald darauf wurde er von seinem Bischof als Missionar zu den Indianern im Nordwestterritorium entsandt. Zeitweise lebte er in der Gegend der heutigen Stadt Kaskaskia in Illinois. Später wurde er in Detroit bei Ste. Anne als Pfarrer tätig, hier wurde er eine religiöse Leitfigur. Im Jahr 1817 war Richard Mitbegründer der University of Michigan in Ann Arbor, deren Vizepräsident er von 1817 bis 1821 war. Danach war er bis zu seinem Tod Kurator dieser Universität. Außerdem gab er in seiner neuen Heimat die ersten Zeitungen, teilweise in französischer Sprache, heraus. Richard unterstützte im Jahr 1812 den Britisch-Amerikanischen Krieg. Zwischenzeitlich geriet er während des Krieges in britische Gefangenschaft.
Neben diesen Tätigkeiten wurde Gabriel Richard auch politisch aktiv. Bei den Kongresswahlen des Jahres 1822 wurde er als Delegierter des Michigan-Territoriums in das US-Repräsentantenhaus in Washington gewählt, wo er am 4. März 1823 die Nachfolge von Solomon Sibley antrat. Da er bei den folgenden Wahlen im Jahr 1824 Austin Eli Wing unterlag, konnte er bis zum 3. März 1825 nur eine Legislaturperiode im Kongress absolvieren. Nach seinem Ausscheiden aus dem US-Repräsentantenhaus widmete sich Richard wieder seinen kirchlichen Aufgaben. Dabei wurde er zum Generalvikar ernannt. Er starb am 13. September 1832 in Detroit an der Cholera. Er wurde in Ste. Anne beigesetzt.